# Linjeelement
I geometrin kan linjeelementet generellt föreställas som förändringen hos en ortsvektor i ett affint rum, som uttrycker båglängdens ändring.  Ett sätt att visualisera detta samband är genom att parametrisera den givna kurvan i Frenet–Serrets formler. Som sådant blir ett linjeelement då naturligt en funktion av metriken och kan relateras till Riemanns krökningstensor. Den betecknas vanligen med s och differentialen av denna skrivs då ds.
Linjeelement används inom fysik, särskilt kring gravitationsteorier (i synnerhet allmänna relativitetsteorin), där rumtid modelleras som en krökt mångfald med metrik. Om exempelvis ett objekt med massa förorsakar en krökning i rumtiden, så skulle trajektorian för ett objekt med försumbar massa runt denna krökning följa linjeelementets geodetiska koordinater.

## Matematisk formulering
Om en differentierbar kurva {\displaystyle \gamma :[a,b]\to A} är given i ett affint punktrum, så har den vid varje tidpunkt t en tangerande vektor 
{\displaystyle {\vec {x}}(t)={\dot {\gamma }}(t)={\frac {\mathrm {d} }{\mathrm {d} t}}\gamma (t)}.
Med hjälp av metriska tensorer kan man nu tillordna samma kurva eller ett segment av denna, en längd
{\displaystyle L_{[a,b]}(\gamma )=\int _{a}^{b}{\sqrt {g{\bigl (}\gamma (t){\bigr )}{\Bigl (}\,{\vec {x}}(t),\,{\vec {x}}(t)\,{\Bigr )}}}\,\mathrm {d} t=\int _{a}^{b}\|{\dot {\gamma }}(t)\|_{\gamma (t)}\,\mathrm {d} t}.
Låt härvid {\displaystyle \mathrm {d} s} vara ovannämnda integrals integrand för att bestämma  kurvlängden.  Då kallas uttrycket 
{\displaystyle \mathrm {d} s^{2}=g_{ij}\mathrm {d} x^{i}\mathrm {d} x^{j}},
med användning av Einsteins summakonvention för linjeelement. Substituera med kedjeregeln
{\displaystyle \mathrm {d} x^{i}={\frac {\mathrm {d} x^{i}}{\mathrm {d} t}}\mathrm {d} t} och {\displaystyle \mathrm {d} x^{j}={\frac {\mathrm {d} x^{j}}{\mathrm {d} t}}\mathrm {d} t},
så erhålles
{\displaystyle \mathrm {d} s^{2}=g_{ij}{\frac {\mathrm {d} x^{i}}{\mathrm {d} t}}{\frac {\mathrm {d} x^{j}}{\mathrm {d} t}}\mathrm {d} t^{2}}.

### Ortogonala koordinater
Från metriken i ett Euklidiskt rum kan man finna fler exempel på linjeelement, där kartesiska koordinater är de enklaste med Kroneckers delta som metrik:
{\displaystyle g_{ij}=\delta _{ij}}
(här i, j = 1, 2, 3 för rum) eller i matrisform (i betecknar rad, j avser kolumn):
{\displaystyle [g_{ij}]={\begin{pmatrix}1&0&0\\0&1&0\\0&0&1\end{pmatrix}}}
Generella kroklinjiga koordinater reducerar till kartesiska:
{\displaystyle (q^{1},q^{2},q^{3})=(x,y,z)\,\Rightarrow \,d\mathbf {r} =(dx,dy,dz)}
så
{\displaystyle ds^{2}=\sum g_{ij}dq^{i}dq^{j}=dx^{2}+dy^{2}+dz^{2}}
För alla ortogonala koordinatsystem är metriken given av:
{\displaystyle [g_{ij}]={\begin{pmatrix}h_{1}^{2}&0&0\\0&h_{2}^{2}&0\\0&0&h_{3}^{2}\end{pmatrix}}}
där 
{\displaystyle h_{i}=\left|{\frac {\partial \mathbf {r} }{\partial q^{i}}}\right|}
för i = 1, 2, 3 är skalfaktorer, så att linjeelementets kvadrat blir:
{\displaystyle ds^{2}=h_{1}^{2}(q^{1})^{2}+h_{2}^{2}(q^{2})^{2}+h_{3}^{2}(q^{3})^{2}}